# Abedalá ibne Amade II
Abu Amir Abedalá ibne Amade (em árabe: أبو عامر عبد الله بن أحمد; romaniz.: Abu Amir Abdallah ibn Ahmad) foi o sultão do Império Merínida de 1396 a 1398. Sucedeu a seu irmão Abdalazize II ibne Amade II em 1396. Durante seu governo, o estado foi efetivamente governado pelo vizir. Foi sucedido por seu irmão Abuçaíde Otomão III em 1398.